# Římskokatolická farnost Želnava
Římskokatolická farnost Želnava je zaniklé územní společenství římských katolíků v rámci prachatického vikariátu Českobudějovické diecéze.

## O farnosti

### Historie

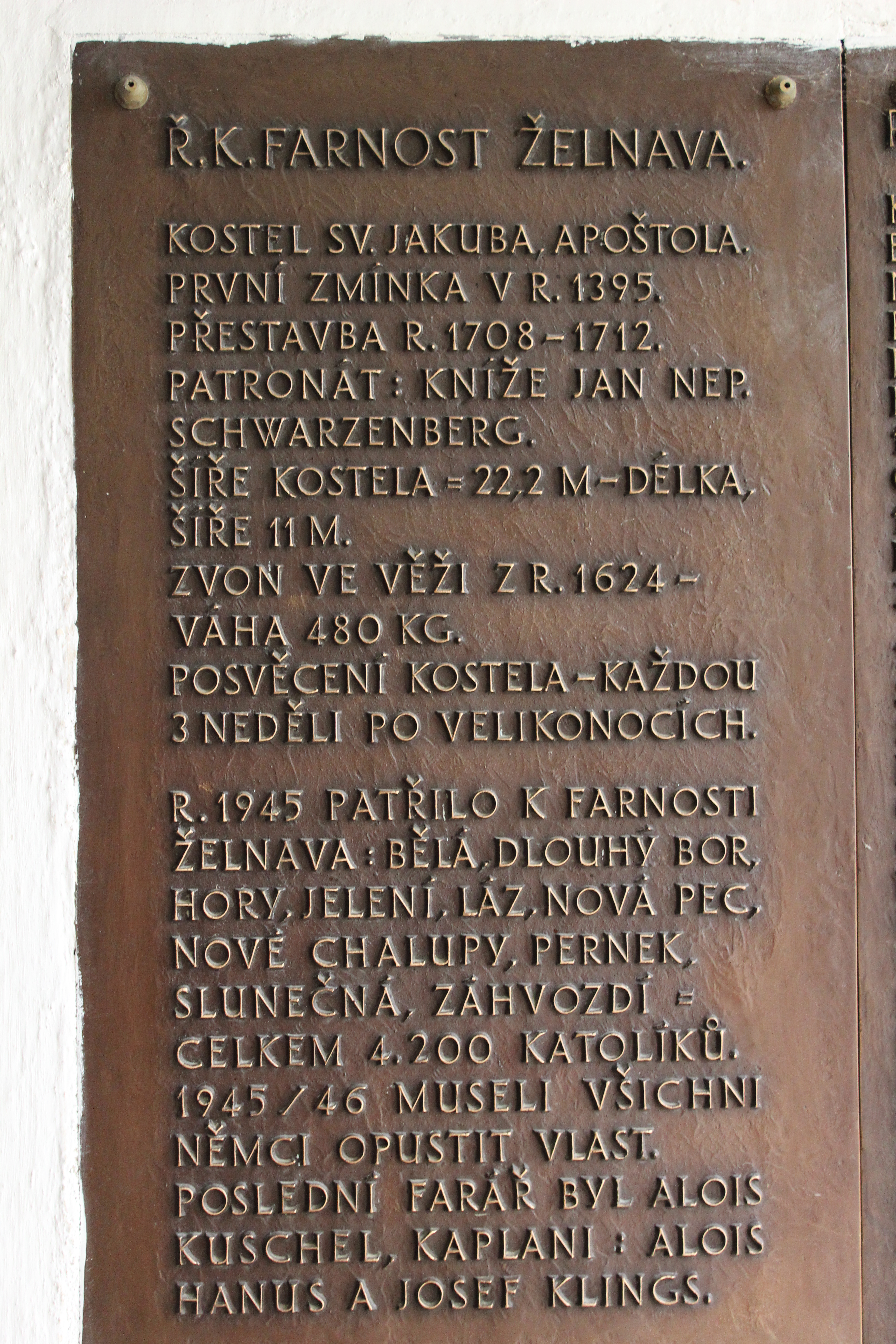

Plebánie se v Želnavě připomíná v roce 1395, kdy se osada po vleklých sporech s vyšehradskou kapitulou stala majetkem zlatokorunského kláštera. Nedlouho nato, během husitských bouří, však farnost zanikla, k roku 1463 byla Želnava filiálkou farnosti Horní Planá. K obnově farnosti došlo v letech 1585–1600, poté však byla duchovní správa opět vykonávaná z Horní Plané. Z roku 1603 je zpráva o knězi Janu Widmanovi. Farnost ve Žlebech byla znovu zřízená v roce 1633, nejstarší dochované matriční knihy jsou z roku 1664, kdy zde byl farářem Jan Jiří Kögl (Joannes Georgius).
V roce 1700 byla farnost v Želnavě součástí krumlovského vikariátu, jejím patronem s podacím právem byl Jan Kristián kníže z Eggenbergu. V té době jsou jako duchovní správci uváděni v roce 1694 P. Valentin Josef Pernecker, 1695–1700 P. Lukáš Alois Jos. Schmidt, 1706–1709 P. Matouš Antonín Široký.
Farnost byla v letech 1940–1945 nuceně spravována z Linecké diecéze. Po druhé světové válce byla navrácena Českobudějovické diecézi.
Do roku 1945 do území farnosti patřily: Bělá, Dlouhý Bor, Hory, Jelení, Láz, Nová Pec, Nové Chalupy, Ovesná, Pěkná, Pernek, Slunečná. Uhlíkov, Vltava, Záhvozdí a Želnava.

#### Přehled duchovních správců
Přehled administrátorů od roku 1663:
- 1663–1644 P. Štěpán Lang
- 1644–1647 P. František Josef Oydenbach
- 1647–1650 P. Vilém Fuger
- 1650 P. Vavřinec Mall
- 1650–1669 P. Jan Jiří Kögl
- 1669–1673 P. Jan Jakub Ferdinand Mayr
- 1673–1693 P. Bartoloměj Jan Kernstock
- 1693–1695 P. Valentin Josef Pernecker
- 1695–1705 P. Lukáš Alois Schmidt
- 1705–1725 P. Matouš Antonín Široký
- 1725–1727 P. Karel Reidinger
- 1727–1733 P. Jan Schmell
- 1733–1736 P. Josef Rosenberger
- 1736–1753 P. Matouš Huml
- 1753–1756 P. Ludvík Čížek
- 1756–1762 P. Filip Vlček
- 1762–1768 P. Augustin Fortin
- 1768–1778 P. Filip Heider
- 1779–1782 P. Antonín Gallin
- 1798–1806 P. Karel Reininger
- 1806–1809 P. Vojtěch Záhořanský
- 1809–1835 P. Jakub Leckinger
- 1835–1852 P. František Lentes
- 1852–1853 P. Matyáš Mayer
- 1853–1872 P. Matěj Pátek
- 1872–1873 P. František Faschingbauer
- 1873–1887 P. František Čapko
- 1887–1897 P. Jan Sazma
- 1897–1902 P. Jiří Pangerl
- 1902–1937 P. Václav Šimůnek
- 1937–1938 P.Václav Nápravník, kaplan z Volar, administrátor
- 1938 P. Jan Mikuška, administrátor
- 1938–1945 P. Alois Kuschel (* 2. května 1909 Kájov † 29. června 1991 Kirchdorf),[7]

1946–1980 farnost spravovaná excurrendo z Horní Plané
- 1946 P. Jan Hrubeš
- 1949–1968 P. Václav Motejl
- 1968–1971 P. Jaroslav Staněk
- 1971–1980 P. Václav Kovář
- 1980–2002 A.R.D. František Honsa, děkan (excurrendo z Volar)
- 2002–2010 R.D. Quirin Ján Barník, O.Praem. (excurrendo z Horní Plané)
- 2010–2013 R.D. Jindřich Hybler (excurrendo z Volar)
- 2013–2014 R.D. Mgr. Petr Hovorka (excurrendo z Prachatic)
- 2014–2016 R.D. Mgr. Josef Sláčík (excurrendo z Prachatic, od 21. 11. 2015 excurrendo in spiritualibus)
- 21. 11. 2015–25. 6. 2016 jáhen Karel Falář (excurrendo in materialibus z Volar)
- od 25. 6. 2016 R.D. Karel Falář (excurrendo z Volar)

Dne 31. prosince 2019 farnost zanikla a od 1. ledna 2020 je jejím právním nástupcem Římskokatolická farnost Volary.

## Kostely a kaple farnosti
| Fotografie | Kostel                         | Místo   | Bohoslužba      | Poznámka                                     |
| ---------- | ------------------------------ | ------- | --------------- | -------------------------------------------- |
|            | Kostel svatého Jakuba Staršího | Želnava | příležitostně   | bývalý farní kostel Vánoce, Velikonoce, pouť |
|            | Rosenauerova kaplička          | Jelení  | 1× ročně poutní | kaple ve správě NP Šumava                    |
|            | Kaple svatého Jana Křtitele    | Pernek  | příležitostně   | obecní kaple                                 |